# بورگشلاینیتس کونرینگ
بورگشلاینیتس کونرینگ (به آلمانی: Burgschleinitz-Kühnring) یک منطقهٔ مسکونی در اتریش است که در ناحیه هورن واقع شده‌است. بورگشلاینیتس کونرینگ ۱٬۴۱۹ نفر جمعیت دارد.